# Jean-Baptiste-Moïse Jollivet
Pour les articles homonymes, voir Jollivet et Jolivet.
Jean-Baptiste-Moïse Jollivet né le 18 décembre 1753 à Turny et mort le 29 juin 1818 à Melun, fut un haut fonctionnaire et un homme politique français.

## Biographie
Jean-Baptiste-Moïse Jollivet est le fils de Charles Jollivet "garde des terres de Venisi et Turni" (1753) et de Marie Martin. 
Il est reçu avocat à Melun en 1785. Il exerce la charge de notaire à Nemours de 1786 à 1788. 
Partisan de la Révolution, il devient maire de Grez-sur-Loing en 1790, puis du mois de juin suivant au 30 septembre 1791, membre du directoire du département de Seine-et-Marne.
Il est élu, le 1er septembre 1791, député de ce département à l'Assemblée législative, le 7e sur 11, par 212 voix sur 344 votants. Il siège parmi les constitutionnels. Il dénonce, la veille du 10 août 1792, les projets des Jacobins. Inquiété en raison de cette attitude, il peut cependant échapper à l'emprisonnement.
Arrêté pendant la Terreur, incarcéré au réfectoire de l’Abbaye, il continue de travailler sur le système hypothécaire qu’il fondera plus tard et qu’il calculait alors sur le cadastre de la France. Transféré à la prison des Carmes, il est enfermé dans la même cellule que Destutt de Tracy, dont il était devenu l’ami à l’Abbaye.
Adjoint à la commission des poids et mesures de Paris, le 5 brumaire an II (5 octobre 1793), employé au cadastre le 26 brumaire an III (16 octobre 1794), il prend part aux discussions concernant les normes de format de papier : en effet, la création, au début de la Révolution française, d'un impôt sur la propriété foncière rendait nécessaire l'établissement d'un cadastre, projet de grande envergure qui demandait un vaste effort de normalisation. Jollivet expose le 21 août 1792 à l’Assemblée nationale législative les raisons qui justifient le recours à un format de papier normalisé. « Quelle doit être la proportion entre les 2 dimensions du papier, la hauteur et la largeur ? », demande le député. Après avoir exposé pourquoi un long usage a proscrit la forme entièrement carrée, il explique que, sous Louis XIV où une première normalisation des formats avait été entamée, le résultat n’était pas satisfaisant « parce que le ministère ou ses agents n’ont fait qu'approcher du principe sans l’avoir saisi ». Les propositions qui seront faites sont mises en pratique qu'en l'an VII.
Il devient membre de la commission extraordinaire des finances près la Convention nationale le 19 ventôse suivant (9 mars 1795), conservateur général des hypothèques le 1er thermidor de la même année (19 juillet 1795), enfin membre de la commission extraordinaire des négociants de la République convoqués par le ministre des Finances le 22 frimaire an V.

### Consulat et Premier Empire
Il se rallie au 18 brumaire et est appelé à faire partie du nouveau conseil d'État (3 nivôse an VIII : 25 décembre 1799). Il soutient notamment devant le Corps législatif plusieurs lois importantes, notamment des titres du code civil relatifs aux hypothèques et aux privilèges et des expropriations forcées. Il est nommé préfet du Mont-Tonnerre le 5e jour complémentaire de l'an VIII (22 octobre 1800, il entre en fonction le 8 brumaire an IX). 
Il eut plus tard à s'occuper de l'organisation des quatre nouveaux départements du Rhin (la Roer, la Sarre, le Rhin-et-Moselle et le Mont-Tonnerre).
Confirmé dans son emploi de conseiller d'État le 29 frimaire an X (20 décembre 1801), il est nommé légionnaire (9 vendémiaire an XII), puis commandeur de la Légion d'honneur le 25 prairial an XII. Il devient ministre du Trésor du royaume de Westphalie en 1807, et est créé comte d'Empire le 2 août 1808.

### Restauration
Conseiller d'État honoraire le 5 juillet 1814 et en mars 1815, il préfère se retirer à Turny à la seconde restauration du trône des Bourbons, et rentre définitivement dans la vie privée. Il meurt à Paris le 29 juin 1818.

## Publications
- Méthode des terriers, ou Traité des préparatifs et de la confection des terriers, avec la manière de rendre utiles et d’abréger, pour les rénovations prochaines, les différentes opérations qui ont servi de fondement à la rénovation actuelle, par MM. Jollivet frères, commissaires aux Droits seigneuriaux, Musier fils, Paris, M.DCC.LXXVI (1776), In-8°, 303 p., planche et tableaux avec modèles pliés ;
- Sur l’impôt progressif et le morcellement du patrimoine, Dupont, Paris, 1792-1793, In-8°, 103 p. ;
- Principes fondamentaux du régime social comparés avec le plan de la Constitution présenté à la Convention nationale de France (1793) ;
- De l’impôt sur les successions, de celui du sel, comparaison de ces deux impôts (1798) ;
- Le Thalweg du Rhin considéré comme limite entre la France et l’Allemagne (1801) ;
- De l’Expertise (1812).

## Titres
- Comte de l'Empire le 2 août 1808, avec dotations en Poméranie suédoise (1809), sur le canal du Midi et en Illyrie (1812).

## Fonctions
- Maire de Grez-sur-Loing (1790) ;
- Membre du directoire du département de Seine-et-Marne (juin 1790 - 30 septembre 1791) ;
- Député de ce département à l'Assemblée législative (1er septembre 1791) ;
- Adjoint à la commission des poids et mesures de Paris (5 brumaire an II : 5 octobre 1793) ;
- Employé au cadastre (26 brumaire an III : 16 octobre 1794) ;
- Membre de la Commission extraordinaire des Finances près la Convention nationale (19 ventôse an III : 9 mars 1795) ;
- conservateur général des hypothèques (1er thermidor an III : 19 juillet 1795) ;
- Membre de la commission extraordinaire des négociants de la République convoqués par le ministre des Finances (22 frimaire an V) ;
- Conseiller d'État : 
  - En service ordinaire (3 nivôse an VIII : 25 décembre 1799), puis en service extraordinaire en l'an IX et en l'an X,
  - Confirmé conseiller d'État (29 frimaire an X : 20 décembre 1801), en service ordinaire de l'an X à 1805 puis de 1810 à 1814 et est alors rattaché à la section des finances, en service extraordinaire de 1805 à 1810, il exerce les fonctions de liquidateur général de la dette des départements de la rive gauche du Rhin,
  - Conseiller d'État honoraire (5 juillet 1814, mars 1815),
- Commissaire général pour l'organisation des quatre nouveaux départements de la rive gauche du Rhin (la Roer, la Sarre, Rhin-et-Moselle et le Mont-Tonnerre) ;
- Préfet du Mont-Tonnerre (5e jour complémentaire de l'an VIII : 22 octobre 1800, il entre en fonction le 8 brumaire an IX) ;
- Ministre du Trésor du Royaume de Westphalie (7 décembre 1807).

## Distinctions
- Légion d'honneur :
  - Légionnaire le 9 vendémiaire an XII, puis,
  - Commandeur de la Légion d'honneur par décret impérial du 25 prairial an XII.

## Armoiries
« Écartelé : au I, du quartier des Comtes Conseillers d'État ; au II, de gueules à la tête de lion coupée d’or ; au III, de gueules à la tête de taureau d’argent en rencontre ; au IV, d’azur au chevron d’or. »